# Vụ Bản (thị trấn)
Vụ Bản là thị trấn huyện lỵ của huyện Lạc Sơn, tỉnh Hòa Bình, Việt Nam.

## Địa lý
Thị trấn Vụ Bản nằm ở trung tâm huyện Lạc Sơn, có vị trí địa lý:
- Phía đông giáp xã Vũ Bình
- Phía tây giáp xã Xuất Hóa
- Phía nam giáp xã Hương Nhượng và xã Tân Mỹ
- Phía bắc giáp xã Yên Phú.

Thị trấn Vụ Bản có diện tích 13,57 km², dân số năm 2018 là 9.497 người, mật độ dân số đạt 700 người/km².

## Lịch sử
Địa bàn thị trấn Vụ Bản hiện nay trước đây vốn là thị trấn Vụ Bản và xã Liên Vũ thuộc huyện Lạc Sơn.
Đến năm 2018, thị trấn Vụ Bản có diện tích 2,26 km², dân số là 4.692 người, mật độ dân số đạt 2.076 người/km², gồm 8 phố: Tân Sơn, Tân Giang, Thống Nhất, Dân Chủ, Đoàn Kết, Hữu Nghị, Độc Lập, Quang Vinh và xóm Nghĩa. Xã Liên Vũ có diện tích 11,31 km², dân số là 4.805 người, mật độ dân số đạt 425 người/km².
Ngày 17 tháng 12 năm 2019, Ủy ban Thường vụ Quốc hội ban hành Nghị quyết số 830/NQ-UBTVQH14 về việc sắp xếp các đơn vị hành chính cấp huyện, cấp xã thuộc tỉnh Hòa Bình (nghị quyết có hiệu lực từ ngày 1 tháng 1 năm 2020). Theo đó, sáp nhập toàn bộ diện tích và dân số của xã Liên Vũ vào thị trấn Vụ Bản.